# Kozmice (Radenín)
Kozmice (německy Kosmitz) jsou vesnice, část obce Radenín v okrese Tábor v Jihočeském kraji. Nachází se asi 3,5 kilometru severovýchodně od Radenína. Prochází zde silnice II/409. Je zde evidováno 58 adres. V roce 2011 zde trvale žilo 86 obyvatel.
Kozmice leží v katastrálním území Kozmice u Chýnova o rozloze 5,39 km². V katastrálním území Kozmice u Chýnova je přírodní památka a evropsky významná lokalita Hroby.

## Historie
První písemná zmínka o vesnici pochází z roku 1365.

## Obyvatelstvo
| Rok            | 1869 | 1880 | 1890 | 1900 | 1910 | 1921 | 1930 | 1950 | 1961 | 1970 | 1980 | 1991 | 2001 | 2011 | 2021 |
| -------------- | ---- | ---- | ---- | ---- | ---- | ---- | ---- | ---- | ---- | ---- | ---- | ---- | ---- | ---- | ---- |
| Počet obyvatel | 393  | 459  | 394  | 355  | 352  | 324  | 285  | 209  | 238  | 201  | 144  | 104  | 105  | 86   | 82   |
| Počet domů     | 44   | 47   | 48   | 46   | 47   | 53   | 53   | 55   | 49   | 46   | 43   | 47   | 54   | 55   | 55   |

## Obecní správa
Při sčítání lidu v letech 1850–1960 Kozmice byly samostatnou obcí v okrese Tábor. V letech 1961–1975 byly částí obce Hroby v okrese Tábor. Od 1. ledna 1976 jsou částí obce Radenín v okrese Tábor. V letech 1850–1929 k obci patřily Hroby a Nuzbely.

## Pamětihodnosti
- Boží muka

## Další fotografie

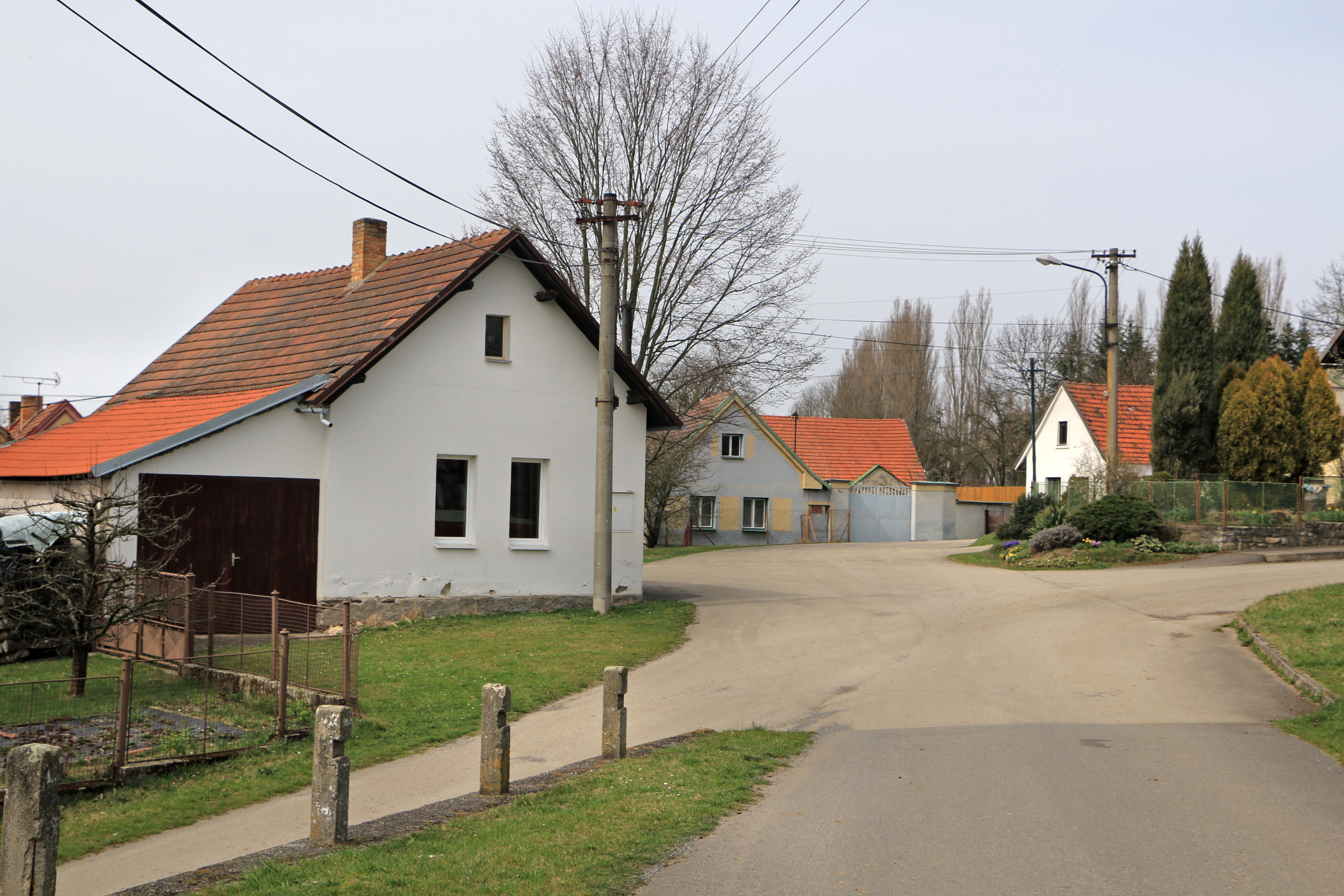
Náves
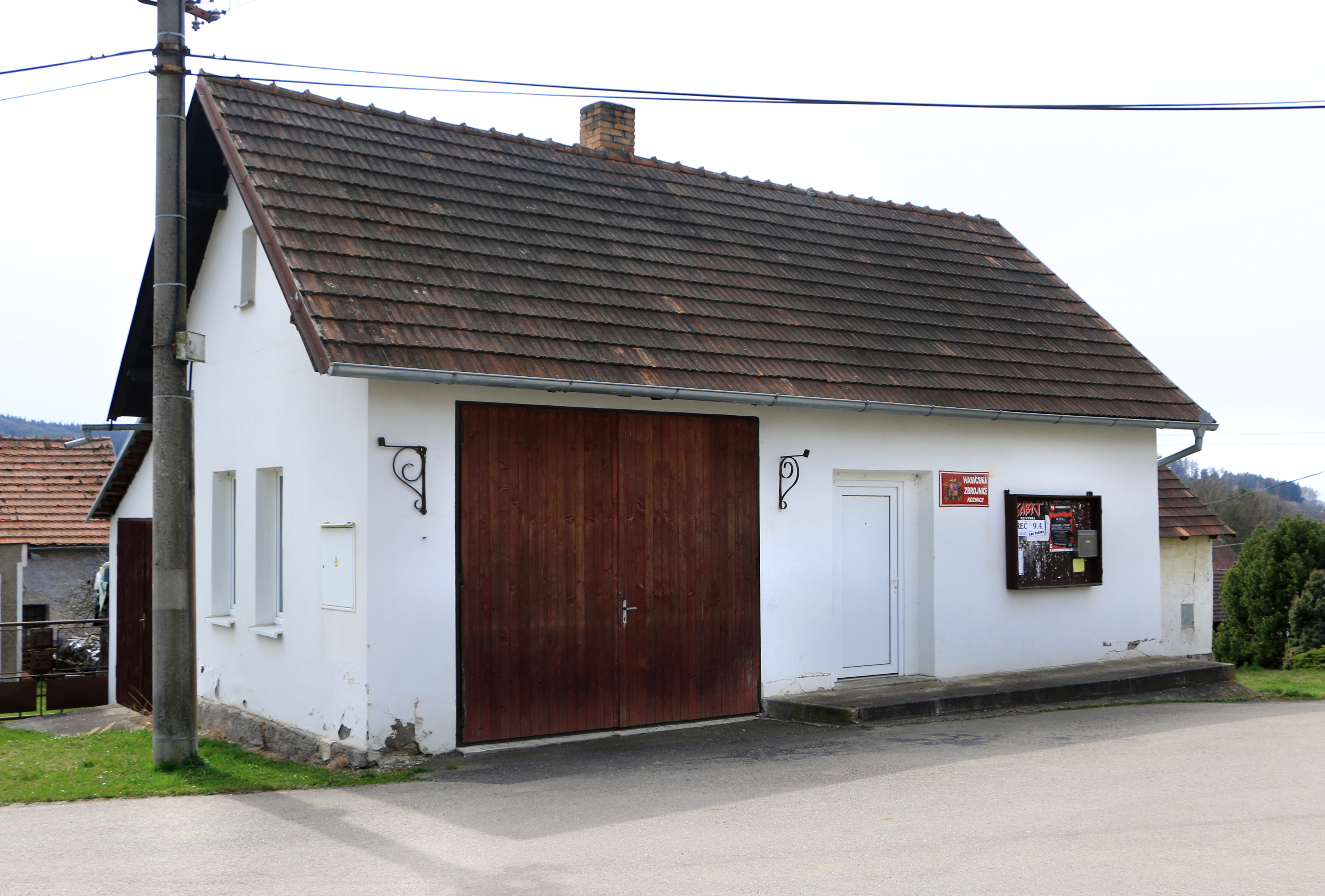
Hasičská zbrojnice
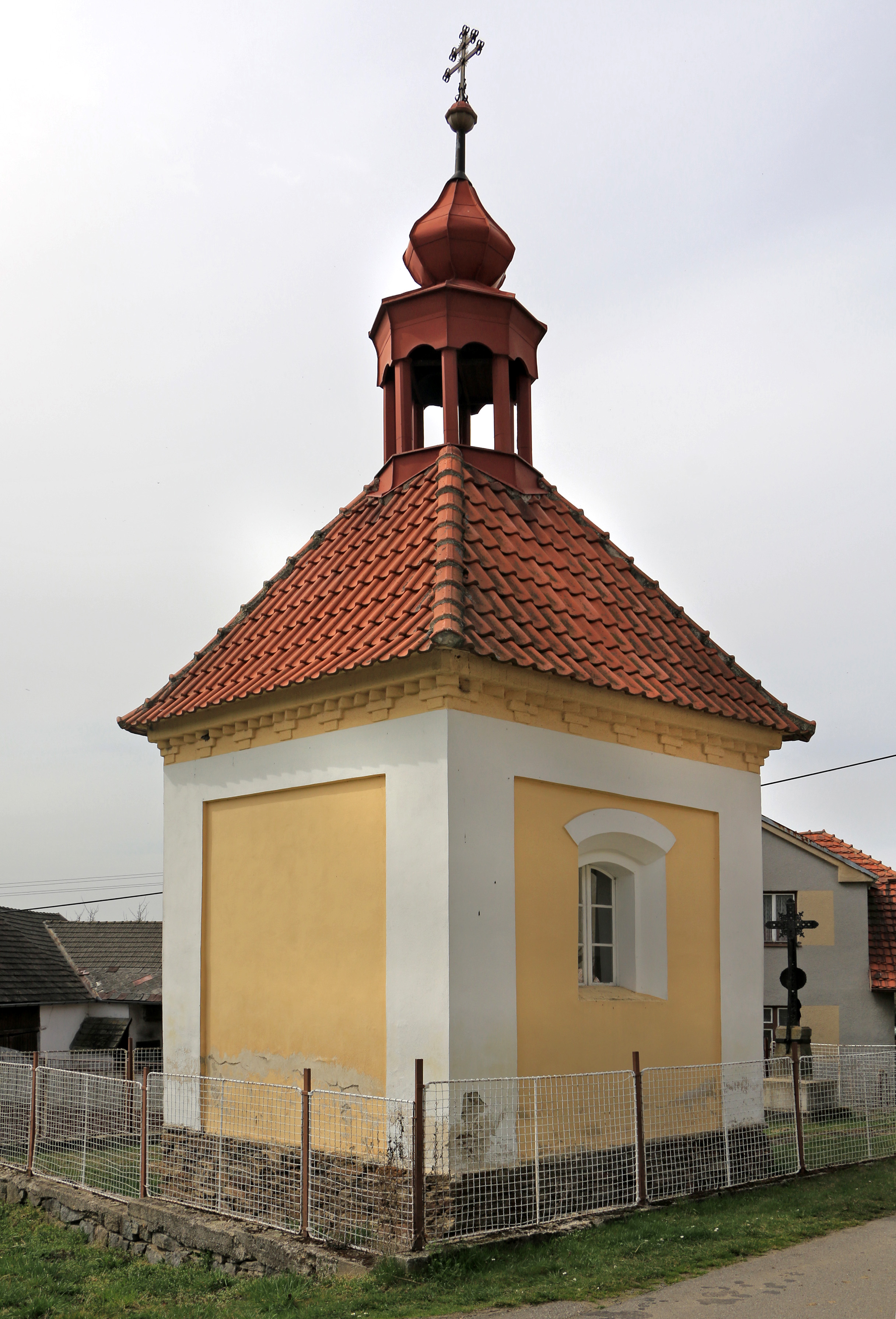
Kaple na návsi
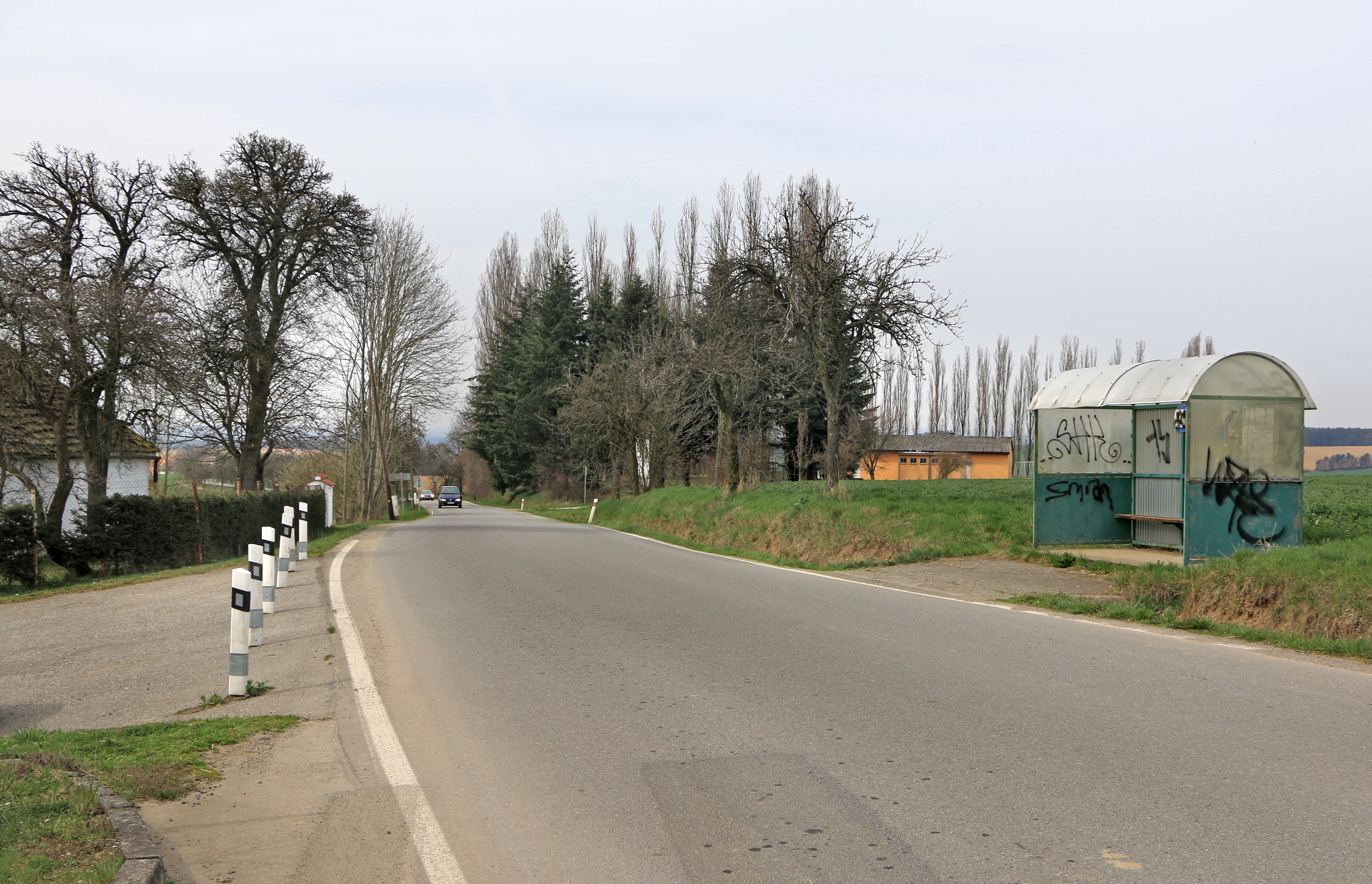
Silnice II. třídy 409 nad vsí